# Luik-Bastenaken-Luik 2006
De 92ste editie van Luik-Bastenaken-Luik was 262 km lang en werd verreden op zondag 23 april 2006. Het peloton kreeg in ook in deze La Doyenne twaalf hellingen onder de wielen geschoven waarvan acht in de laatste 90 kilometer. De bekendste daarvan zijn de Stockeu, de Sart-Tilman, La Redoute en de Saint-Nicolas.

## Verloop
Op 180 km van de streep had een kopgroep van 26 renners een maximale voorsprong van 7 minuten op het peloton. De bekendste namen in de kopgroep waren Steffen Wesemann, Jens Voigt en Juan Antonio Flecha. Op 65 km van de streep werden de vluchters, met uitzondering van Wesemann, gegrepen. Wesemann werd op 51 km van de streep ingelopen. Op La Redoute trok Damiano Cunego ten aanval; Bettini, Kessler en Boogerd volgden. Later sloot de rest van de favorieten aan.
Op 30 km van de finish viel Michael Boogerd aan, Joaquin Rodriguez volgde. De groep met de favorieten volgde op zo'n halve minuut en zette de achtervolging in. Paolo Bettini probeerde op 13 km de kloof alleen te dichten, maar werd weer gegrepen. Acht kilometer verder werden de vluchters Boogerd en Rodriguez ook ingelopen. Een kopgroep van zo'n 10 man snelde naar de finish. Het regende aanvallen, maar niemand raakte weg. Uiteindelijk won Alejandro Valverde de spurt voor Bettini en Cunego. Valverde won daarmee ook de dubbel, omdat hij de woensdag voor Luik-Bastenaken-Luik ook al de Waalse Pijl op zijn naam had geschreven.

## Uitslag
| Luik-Bastenaken-Luik 2006 (262 km) |                     |                        |          |
| Plaats                             | Naam                | Ploeg                  |          |
| Winnaar                            | Alejandro Valverde  | Caisse d'Epargne-IB    | 6u21'32" |
| 2                                  | Paolo Bettini       | Quickstep-Innergetic   | z.t.     |
| 3                                  | Damiano Cunego      | Lampre                 | z.t.     |
| 4                                  | Patrik Sinkewitz    | T-Mobile Team          | z.t.     |
| 5                                  | Michael Boogerd     | Rabobank               | z.t.     |
| 6                                  | Miguel Ángel Martín | Phonak Hearing Systems | z.t.     |
| 7                                  | Fränk Schleck       | Team CSC               | z.t.     |
| 8                                  | Chris Horner        | Davitamon-Lotto        | z.t.     |
| 9                                  | Danilo Di Luca      | Liquigas               | + 4"     |
| 10                                 | Ivan Basso          | Team CSC               | + 10"    |
|                                    |                     |                        |          |
| 33                                 | Axel Merckx         | Phonak Hearing Systems | + 4' 29" |

1892 · 1893 · 1894 · 1895-1907 · 1908 · 1909 · 1910 · 1911 · 1912 · 1913 · 1914-1918 · 1919 · 1920 · 1921 · 1922 · 1923 · 1924 · 1925 · 1926 · 1927 · 1928 · 1929 · 1930 · 1931 · 1932 · 1933 · 1934 · 1935 · 1936 · 1937 · 1938 · 1939 · 1940-1942 · 1943 · 1944 · 1945 · 1946 · 1947 · 1948 · 1949 · 1950 · 1951 · 1952 · 1953 · 1954 · 1955 · 1956 · 1957 · 1958 · 1959 · 1960 · 1961 · 1962 · 1963 · 1964 · 1965 · 1966 · 1967 · 1968 · 1969 · 1970 · 1971 · 1972 · 1973 · 1974 · 1975 · 1976 · 1977 · 1978 · 1979 · 1980 · 1981 · 1982 · 1983 · 1984 · 1985 · 1986 · 1987 · 1988 · 1989 · 1990 · 1991 · 1992 · 1993 · 1994 · 1995 · 1996 · 1997 · 1998 · 1999 · 2000 · 2001 · 2002 · 2003 · 2004 · 2005 · 2006 · 2007 · 2008 · 2009 · 2010 · 2011 · 2012 · 2013 · 2014 · 2015 · 2016 · 2017 · 2018 · 2019 · 2020 · 2021 · 2022 · 2023 · 2024
 Parijs-Nice · 
 Tirreno-Adriatico · 
 Milaan-San Remo · 
 Ronde van Vlaanderen · 
 Gent-Wevelgem · 
 Ronde van het Baskenland · 
 Parijs-Roubaix · 
 Amstel Gold Race · 
 Waalse Pijl · 
 Luik-Bastenaken-Luik · 
 Ronde van Romandië · 
 Ronde van Catalonië · 
 Ronde van Italië · 
 Critérium du Dauphiné Libéré · 
 Ronde van Zwitserland · 
 Ploegentijdrit Eindhoven · 
 Ronde van Frankrijk · 
 Vattenfall Cyclassics · 
 Ronde van Duitsland · 
 Clásica San Sebastián · 
  ENECO Tour · 
 Ronde van Spanje · 
 GP Ouest-France-Plouay · 
 Ronde van Polen · 
 Kampioenschap van Zürich · 
 Parijs-Tours · 
 Ronde van Lombardije